# روب فيركيرك
روب فيركيرك (بالهولندية: Rob Verkerk)‏ هو عسكري هولندي، ولد في 17 أبريل 1960 في لاهاي في هولندا.